# 드니 무퀘게
드니 무켕게레 무퀘게(프랑스어: Denis Mukengere Mukwege, 1955년 3월 1일 ~ )은 콩고 민주 공화국의 산부인과 의사이며 사회운동가이다. 그는 자신이 무장 반란군에 의하여 강간을 당해온 여성들의 치료에 전문적이었던 부카부에 판지 병원을 창립하고 일하였다. 그는 제2차 콩고 전쟁 이래 강간을 당한 수천명의 여성들을 치료해 오면서 자신의 18시간 일하는 날들 동안 하루에 10회의 수술을 해왔다. 글로브 앤 메일에 의하면 무퀘게는 "강간의 부상들을 치료하는 데 세계에서 지도적인 숙련가"로 알려졌다.
2018년 10월 5일 무퀘게와 나디아 무라드는 "전쟁의 무기와 무장한 전투로서 전시강간을 끝내는 자신들의 노력"들로 공동으로 노벨 평화상을 수상하였다.

## 어린 시절
무퀘게는 오순절교회 목사 아버지와 그의 부인 소생 9명의 자식들 중 3째로 태어났다. 전문적인 보건에 접근되지 않은 콩고의 여성들에 의하여 경험된 산아의 여병을 본 후 부친이 기도한 병자들을 고치기를 원했던 이유로 그는 의학을 공부하였다.
1983년 부룬디 대학교로부터 의학박사 취득과 함께 졸업 후, 무퀘게는 부카부 근처에 있는 시골 레메라 병원에서 소아과 의사로 일하였다. 하지만, 가끔 출산 후 고통, 생식 장애와 조산 누관을 겪은 확실한 보호의 결석으로 인한 여성 환자들을 본 후, 그는 프랑스 앙제르 대학교에서 부인과학과 산과학을 전공하여 1989년 자신의 의학 연수 교육을 완료하였다.
2015년 그는 콩고 민주 공화국의 동부 지방에서 외상 누관에 자신의 논문으로 브뤼셀 자유 대학교로부터 철학박사 학위를 취득하였다.

## 경력
프랑스 유학으로부터 귀국 후, 무퀘게는 지속적으로 레메라 병원에서 일하였으나 제1차 콩고 전쟁의 시작 후 폭력적인 사고들의 이유로 부카부에 돌아와 1999년 판지 병원을 창립하였다.
그 창립 이래, 판지 병원은 복잡한 산부인적 손해와 외상과 함께 85,000명 이상의 환자들을 치료하였고, 부상들의 60 퍼센트가 성적 폭력들에 의하여 일으켜져 왔다. 당시 환자들의 대부분은 분쟁의 지대들에서 왔다. 무퀘게는 병원에 환자들이 어쩌다 알몸, 보통 소름 끼치는 상태로 병원에 도착한 것을 묘사하였다. 다른 무장 단체들 사이에 1990년대 후반의 분쟁에서 무기로서 생식의 손해들이 이용되었다고 자신이 관찰할 때 무퀘게는 성적 폭력의 여성 피해자들을 돕는 데 부흥의 수술로 자신을 바쳤다. 독일 의학 사업 연구소는 기금과 약품들과 함께 무퀘게의 일을 후원하였다.
2012년 9월 무퀘게는 자신이 콩고 민주 공화국에서 일어나는 대량의 강간에 유죄 판결을 내리고 "여성에 폭력과 전쟁의 전략으로서 강간을 이용한 불공평한 전쟁을 막는 데 충분한 일을 하지 못한 것"에 콩고 정부와 다른 나라들을 비판하던 유엔에서 연설하였다.

## 암살 시도와 귀국
2012년 10월 25일 무퀘게가 집에 없을 때 4명의 무장한 남자들이 그의 저택을 공격하여 그의 딸들을 인질로 잡고, 그를 암살하는 데 그가 돌아오는 것을 기다렸다. 그가 돌아올 때 그의 경호원이 끼어들어 암살자들에게 총을 맞아 사망하였다. 그들은 총쏘기가 일어나는 동안 무퀘게가 땅바닥으로 떨어지면서 그를 놓쳤다. 암살 시도 후, 무퀘게는 유럽으로 망명하고 판지 병원은 그 하루의 운영들에 그의 결석이 형편없는 노력이 있다고 보고하였다.
그는 2013년 1월 14일 부카부로 돌아와 카부무 공항에서 도시까지 20 마일에 걸쳐 시민들, 특히 파인애플과 양파를 팔며 그의 귀국 티켓을 위하여 내는 데 모금한 그의 환자들로부터 따뜻한 환영을 받았다.

## 인정

### 수상
- 유엔 인권상 (2008년 12월, 뉴욕)
- 올로프 팔메 상 (2008년, 스톡홀름)
- 데일리 트러스트에 의하여 올해의 아프리카인 상 (2009년 1월, 나이지리아)
- 프랑스 대사 피에르 자크모에 의하여 프랑스 정부에 의한 레지옹 도뇌르 훈장 (2009년 11월, 킨샤사)
- 네덜란드 난민 재단으로부터 판 후벤 후드하르트 상 (2010년 6월)
- 발렌베리 메달 (2010년 10월, 미시간 대학교)
- 알베르 2세에 의하여 보두앵 국왕 국제 개발상 (2011년 5월 24일, 브뤼셀)
- 빌 클린턴에 의하여 인권 사회 지도력을 위한 클린턴 지구촌 시민 상 (2011년 9월, 뉴욕)
- 2011년 독일 의학상 (2012년 2월, 독일 바덴바덴)
- 인권 용기 상 (2013년 10월)
- 인권 제1상 (2013년 8월)
- 라이트 라이블리후드 어워드 (2013년 9월)
- 조지타운 대학교에서 힐러리 클린턴 상 (2014년 2월)
- 케이스 웨스턴 리저브 대학교에서 이나모리 윤리 상 (2014년 10월)
- 사하로프상 (2014년 11월, 스트라스부르)
- 굴베키안 상 (2015년 7월, 리스본)
- 아프리카 영웅 상 (2016년 1월, 브뤼셀)
- 서울평화상 (2016년 10월, 서울특별시)
- 타임 가장 영향력 인물 100명 (2016년)
- 노벨 평화상 (2018년 10월 나디아 무라드와 공동 수상)

### 명예 학위
- 우메오 대학교에서 의학 기능에 의한 명예 학위 (2010년 6월)
- 루뱅 가톨릭대학교에서 명예 학위 (2014년 2월)
- 하버드 대학교에서 과학사 명예 학위 (2015년 5월)
- 에딘버러 대학교에서 명예 박사 학위 (2017년 12월)
- 앙제르 대학교 의학사 명예 학위 (2018년 1월)
- 리에주 대학교 의학사 명예 학위 (2018년 9월)